# George A. Wilson

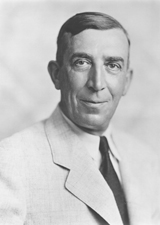
George A. Wilson

George Allison Wilson, född 1 april 1884 i Adair County, Iowa, död 8 september 1953 i Des Moines, Iowa, var en amerikansk republikansk politiker. Han var guvernör i delstaten Iowa 1939–1943. Han representerade Iowa i USA:s senat 1943–1949.
Wilson studerade vid Grinnell College. Han avlade sedan juristexamen vid State University of Iowa (numera University of Iowa). Han inledde 1907 sin karriär som advokat i Des Moines. Han arbetade som domare 1917–1921. Han var ledamot av delstatens senat 1925–1935.
Wilson förlorade guvernörsvalet i Iowa 1936 mot demokraten Nelson G. Kraschel. Han utmanade Kraschel sedan två år senare och vann. Wilson besegrade därefter demokraten John Valentine i guvernörsvalet 1940.
Wilson besegrade sittande senatorn Clyde L. Herring i senatsvalet 1942. Han kandiderade sex år senare till omval men förlorade mot utmanaren Guy Gillette.
Wilson var metodist. Hans grav finns på Glendale Cemetery i Des Moines.